# Felipe Pinzón Sánchez
Felipe Pinzón Sánchez o Felipe Pinzón Solís (23 d'agost de 1917 - maig de 2015) va ser un jugador d'escacs peruà, quatre vegades guanyador del campionat peruà d'escacs (1947, 1950, 1951, 1952).

## Resultats destacats en competició
Des de finals dels anys 30 fins a mitjan anys seixanta, Felipe Pinzón va ser un dels principals jugadors d'escacs peruans. Va guanyar quatre cops els campionats peruans d'escacs: el 1947 (va compartir el 1r lloc amb Julio Súmar Casis i va guanyar el matx de desempat), 1950, 1951 i 1952. L'any 1951, Felipe Pinzón va participar al Torneig Zonal FIDE de Sud-amèrica.
Felipe Pinzón va jugar representant el Perú a les Olimpíades d'escacs següents:
- El 1939, al segon tauler a la 8a Olimpíada d'escacs a Buenos Aires (+3, =2, -8),
- El 1950, al quart tauler a la 9a Olimpíada d'escacs a Dubrovnik (+5, =5, -5),
- El 1964, al tauler de reserva a la 16a Olimpíada d'escacs a Tel-Aviv (+5, =2, -1).